# 미소

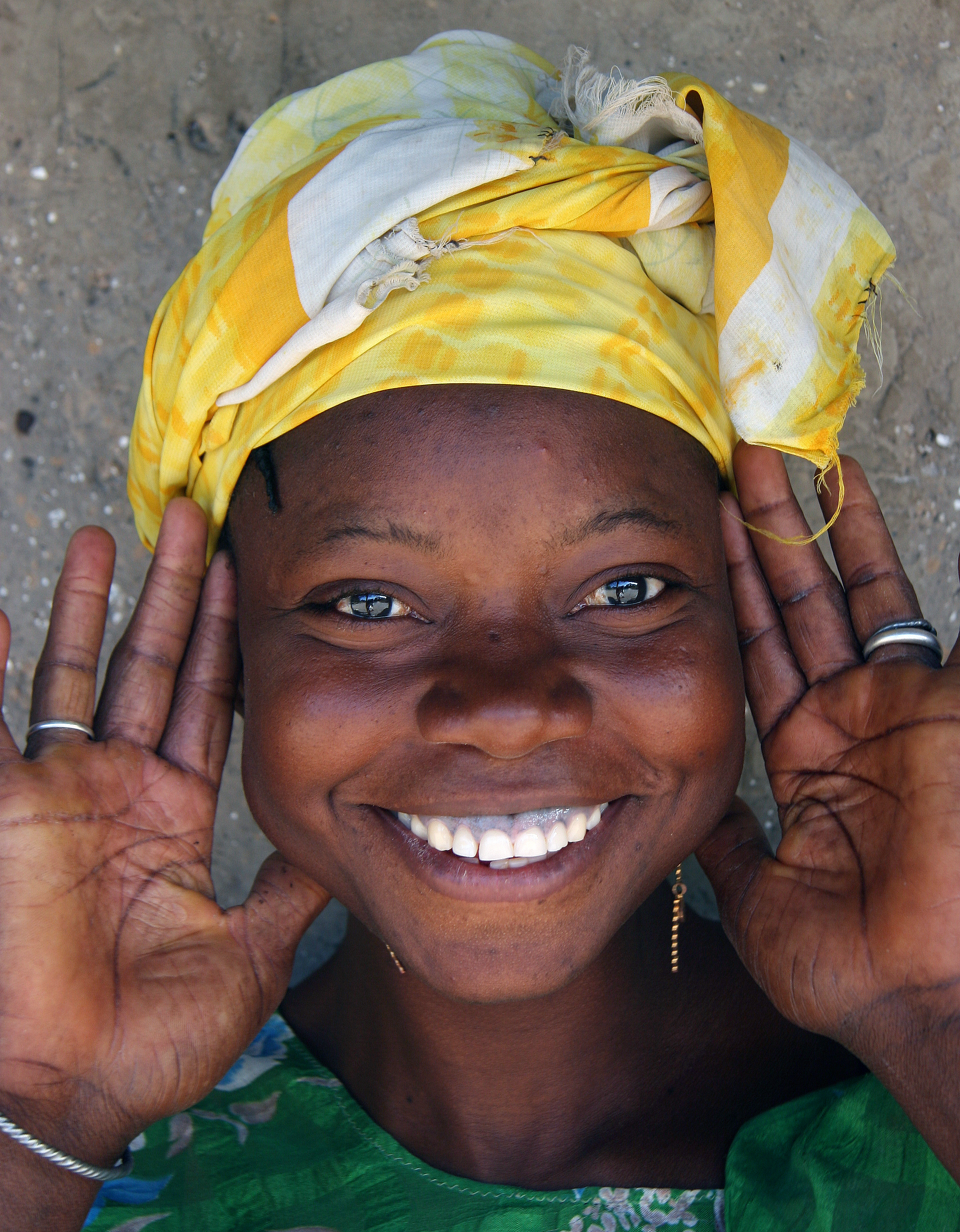
웃고있는 감비아 소녀.

미소(微笑)는 표정의 하나로, 입 주변 근육을 많이 움직여서 짓는다. 일반적으로 인간에게는 즐거움을 나타내는 표정이지만, 불안을 표현할 때 씁쓸한 미소를 짓는 경우도 있다. 영어로 스마일(smile)이라고도 한다.
문화 간 연구에 따르면 미소가 전 세계적으로 소통의 수단임을 증명하였으나 일부는 미소가 혼란이나 어색함을 전달할 수 있어 문화, 종교, 사회에 따라 그 차이는 큰 편이다.

## 같이 보기
- 기쁨
- 보조개
- 스마일